# Coppa di Grecia (pallanuoto femminile)
La Coppa di Grecia (gr.: Κύπελλο Ελλάδος) è la seconda competizione pallanuotistica nazionale femminile greca. Viene organizzata annualmente dalla KOE ed assegnata tramite un torneo ad eliminazione diretta.
La prima edizione del torneo risale al 2017.

## Albo d'oro
| Anno | Campione    | Finalista      | Ris.  | Note         |
| 2018 | Olympiakos  | Vouliagmeni    | 14-11 | [ 2 ]        |
| 2019 | Vouliagmeni | Olympiakos     | 10-8  | [ 3 ]        |
| 2020 | Olympiakos  | N. Chalandriou | 16-4  | [ 4 ]        |
| 2021 | Olympiakos  | Vouliagmeni    | 11-8  | [ 5 ]        |
| 2022 | Olympiakos  | Glyfádas       | 14-7  | [ 6 ]        |
| 2023 | Olympiakos  | Vouliagmeni    | 11-6  | [ 7 ]        |
| 2024 | Ethnikos    | Olympiakos     | 13-11 | [ 8 ]        |
| 2025 | Olympiakos  | Vouliagmeni    | 12-10 | [ 9 ] [ 10 ] |

## Vittorie per squadra
| Pos. | Squadra            | Vittorie | Finali | Stagione                           |
| ---- | ------------------ | -------- | ------ | ---------------------------------- |
| 1    | Olympiakos         | 6        | 2      | 2018, 2020, 2021, 2022, 2023, 2025 |
| 2    | Vouliagmeni        | 1        | 4      | 2019                               |
| 3    | Ethnikos           | 1        | 0      | 2024                               |
| 4    | Nireas Chalandriou | -        | 1      |                                    |
| 5    | Glyfádas           | -        | 1      |                                    |